# Йирсак, Томаш
Томаш Йирсак (чеш. Tomáš Jirsák; 29 июня 1984, Високе-Мито) — чешский футболист, полузащитник.

## Карьера
В 2007 году перешёл из чешской команды «Теплице» в польский клуб «Висла» за 740 тысяч евро.
Выступал в составе молодежной сборной Чехии на чемпионате Европы 2007.

## Достижения
- Чемпион Польши (3): 2007/08, 2008/09, 2010/11